# Zaven Ier Der Eghiayan
Zaven Ier Der Eghiayan (en arménien : Զավեն Եղիայան), né le 8 septembre 1868 à Mossoul et mort le 4 juin 1947 à Bagdad, est le patriarche arménien de Constantinople de 1913 à 1915 puis de 1919 à 1922. Il était le patriarche de Constantinople lors du génocide arménien.
Le 10 juin 1947, son corps est transféré à Jérusalem où il est enterré.

## Biographie
Il reçoit son éducation primaire à Bagdad. Il la poursuit au séminaire d'Armash. Il est nommé prélat de Diyarbakır puis en 1913, il devient le patriarche de Constantinople.
En 1923, non reconnu par le gouvernement turc, il démissionne officiellement et formellement de sa fonction de patriarche. Il réside à Varna en qualité de simple religieux. Son nom a été remplacé dans les prières publiques par Mgr Arslanian.
En 1926, il devient directeur de l'Institut Melkonian (en) à Nicosie. En 1927, il retourne à Bagdad. Il est par ailleurs l'auteur de Mes Mémoires patriarcales dans lequel il relate son témoignage du génocide arménien ainsi que ses tentatives pour s'y opposer.

## Publications
- (en) Zaven Ier Der Eghiayan (trad. Ared Misirliyan), My Patriarchal Memoirs [Patriarkʻakan hushers], Barrington, Rhode Island, Mayreni, 2002 (ISBN 978-1-931834-05-6, OCLC 51967085, LCCN 2002113804)